# SAMURAI DEEPER KYO
『SAMURAI DEEPER KYO』（サムライ ディーパー キョウ）は、上条明峰による日本の怪奇時代劇漫画。1999年より2006年まで『週刊少年マガジン』（講談社）で連載。話数カウントは「其之（その）○」（○の中には漢数字が入る）。2021年8月時点で累計発行部数は1450万部を記録している。
戦国時代の末期、江戸時代初期の日本を舞台としているが、史実上の人物がかなり脚色されて登場するうえに現代風にアレンジされた世界設定が特徴であり、当時は存在していなかった単語や物資（拳銃やプリクラや扇風機）も登場する。

## あらすじ

### 邂逅編
関ヶ原の戦いから4年後。何者かに殺された兄の敵を狙う賞金首狩りの少女・椎名ゆやは、旅の薬売りをしていた呑気な青年・壬生京四郎と知り合いになり、その道中で村を襲う賞金首と戦う事になる。しかし戦闘の最中京四郎は豹変を遂げ、彼の中に住まうもう1つの人格であった、「千人斬りの鬼」の異名を取る賞金首・鬼眼の狂が現れてしまう。助けられたゆやは普段は彼の中に潜んでいる狂の首を狙うべく京四郎と共に旅に出る事となり、その道中で情報屋の出雲阿国や、殺し屋集団・三彩衆の一員であった紅虎、そして酒飲みの美青年・真田幸村らと出会っていくこととなる。
しかし次々と現れる敵との戦いを通して覚醒を遂げた事で、狂は京四郎の表の人格に取って変わるようになる。狂は自身が京四郎の手により魂を躯から引き離され、京四郎自身の肉体へと移し替えられたという過去を告げる。そして自身の躯の在り処を探す道中で家康の首を狙う幸村らと共に、征夷大将軍・徳川家康の主催する御前試合に潜入するが、待ち受けていた家康の策により痛み分けの形でその場を去る。そして狂と幸村は互いに刃を交えるも勝負は持ち越しとなり別れを告げるが、その裏では狂の命を狙う者が動き出していた。

### 樹海編
幸村と別れた狂ら一行は、かつて狂と共に彼の下に集う4人の猛者・四聖天の1人として戦った、盲目の青年・アキラと出会う。彼の情報を受けて狂達は自身の躯が封じられた富士山の麓・青木ヶ原樹海へと向かうが、一行を狂の命を狙う「あの御方」の命を受けた十二神将たちが次々と襲い掛かる。

## 登場人物
※声優は特記のない限りアニメ・ドラマCDで共通

### 主要キャラクター
狂（きょう） / 鬼眼の狂（おにめのきょう）
声 - 小西克幸
本作の主人公。赤い瞳孔を持ち、人々からは千人斬りの鬼と恐れられる百万両の賞金首。自己中心的で粗暴な性格だが物語が進むにつれて、不器用ながらも道中に加わったメンバーへの気遣いを見せる言動も増える。刀鍛冶である師の村正作の五尺の大太刀「天狼」を持ち、村正より受け継いだ剣術「無明神風流」を扱う。
ゆやをおちょくることが多いが、その反面彼女を大切にしている一面も見られる。
作品初期には普段は旅の薬売り「壬生京四郎」として能天気な性格をしているが、窮地に陥ると表出する京四郎のもう一つの人格、という形で登場した。しかし実際には後述のように、元々は両者はそれぞれの肉体を持つ別人であったが、京四郎の持つ能力によって肉体を封印された上で、京四郎自身の肉体に精神を移され共存していたというのが真相であった。
物語の序盤にて、白鴉との闘いを経て京四郎の人格と主従が入れ替わり、常時表出した状態となる。そして旅路にて市井に潜っていた源次郎こと真田幸村と出会い、御前試合での共闘を経て自身の肉体の封印場所を伝えられ、富士の青木ヶ原樹海へと旅立つ。そしてその道中にて、同じく狂の肉体とその命を狙う「あの御方」、およびその従者である「十二神将」らと戦闘を繰り広げる。
樹海の最奥にある「紅蓮浄土」にて、「あの御方」こと織田信長を再び破るも、土壇場でアキラの手引きにより封印された肉体を奪われてしまう。さらに壬生一族の刺客として現れた辰怜により、壬生一族の者達による人間世界への侵攻、そして狂の肉体の確保が宣言され、加えてゆやの肉体に、被術者を数十日後に死に至らしめるという術を掛けられてしまう。ゆやの死の阻止、そして壬生一族の打倒と自身の肉体の奪還による完全復活を目指し、再び紅蓮浄土のさらに奥深くに位置する壬生の地へと向かう。
作品終盤にて、現存する唯一の「真の壬生一族」であった事が明らかになる。
アニメ版では、この世で最強と言われる壬生京四郎の闘争本能や怒りだけを取り出した、純粋に強さを求めるだけの存在として生まれた。しかし、闘争本能のみで生きる彼は長老たちの言うことなどまるで聞かず、壬生を飛び出してほたる・アキラと暴れまわっていた。関ヶ原にて壬生京四郎と戦った折の巨大隕石衝突により京四郎の体に魂が入り込み、記憶を失った。剣妖・爾門との戦いで目覚める。白鴉との死合いを経て完全覚醒し、壬生京四郎と分離したとき、世界のゆがみが始まった。信長をもう一つの歴史で葬り去り、自分の体を取り戻して、壬生京四郎と最後の死合いに臨んだ。
壬生京四郎（みぶ きょうしろう）
声 - 小西克幸
外見上の年齢もしくは自称20歳、身長178cm、体重65kg、血液型AB型
「愛と平和の薬売り」を自称するスケベで頼りない優男。食い逃げの常習犯でもあり、100文の賞金首でもある。当初は無様で弱いと言える描写だったが、その実態は過去に鬼眼の狂を倒し、その身体を氷の中に、魂を自分の身に封印した張本人。序盤の白鴉戦後に狂の魂が完全に表に出てしまったため、その後の京四郎の人格の出番は極端に減る。後半では狂の身体に入り、紅の王になる決心をしたと宣言して狂の前に立ちふさがるが、それは自らを犠牲にして狂に先代を斃せるだけの実力をつけさせるためであった。
本来の姿は「紅十字の四守護士（レッドクロス・ナイツ）」の一人で、千人斬りとは元々京四郎を指す言葉であり、先代が自分の後継者候補として作った「最高傑作」。妖刀村正・紫微垣の前の持ち主。剣聖と呼ばれる境地に達した無明神風流の使い手で、その剣は狂の「陽」に対してそれを相殺する「陰」である。
幼少の頃は当代・紅の王や朔夜らと親しくしており純粋無垢な性格であったが、「紅十字の四守護士」としての任務を果たすにつれて冷酷な性格へと変貌を遂げる。しかし命を賭して謀反を試みた当代・紅の王の粛清の任務を遂行した事がきっかけで心を取り戻し、朔夜の手により人間界へと連れ出される。しかし鎭明の策略により椎名望を手にかけ、狂と闘い彼を封印してしまった悲しい過去をもつ。
アニメ版では、壬生一族の最高傑作であり、最高指導者・紅の王になるべく生まれた男。闘争本能や怒りを切り離し、純粋な愛と優しさだけの存在となって朔夜の愛に応えようとした。狂と関ヶ原で相見えた際に記憶を失い、薬売りとして生活していた。狂に体の主導権が渡ってからは、樹海での信長との死合い、壬生城での信長との死合いに出てくる。狂と同化し信長を斃した後は、鬼眼の狂と最後の死合いをする。原作のように狂と和解することはなかった。
椎名ゆや（しいな ゆや）
声 - 堀江由衣
本作のヒロイン。年齢16歳、4月17日生まれ、身長158cm、体重45kg、血液型A型、3サイズB83（公称であり本当はB82）、W59、H85
何者かに殺された兄・椎名望の敵討ちのために賞金稼ぎをしている少女。兄の仇の手がかりである「背中に十字傷のある男」を探している途中、壬生京四郎に出会う。武器は三銃身型の短筒（ペッパーボックスピストル）。狂の「下僕一号」で、彼にはチンクシャと呼ばれたりセクハラを受けたり酒代を使い込まれたりしていたが、だんだんと狂に惹かれていくようになる。
初期は戦闘でも活躍していたが、ストーリーが進むにつれ、敵に連れ去られる・人質になるなどの描写が多くなり、威勢のよい啖呵はきるものの、戦闘力は皆無な扱いになっている。本人は忘れていたが、兄から聞かされた壬生一族最大の秘密を知っていた。
アニメ版では、狂と京四郎、勝った方を愛すると意思表示（結局どちらが勝ったのかは明確にされていない）。原作と比べて、戦闘要員としても活躍する場面が多い。なお、彼女の兄は壬生一族を離反した京四郎の暗殺を命じられた刺客で、返り討ちにあったという経緯が朔夜によって語られている。名前、顔、実兄か否かなどは不明。
紅虎（べにとら）
声 - 関俊彦
年齢25歳、4月7日生まれ、身長172cm、体重64kg、血液型O型
人呼んで「影法師の紅虎」、その正体は徳川家康の三男徳川秀忠。関東の人間ながらに関西弁であるのは、これは徳川家の人間であることを隠すためらしいが、徳川家にいたころから関西弁は使っている。京四郎との対決に敗れたこと、ゆやに一目惚れしたこと、狂の強さに魅かれたことから、狂の一行に加わる。狂の下僕二号。
槍の名手で、その武芸は壬生一族とも渡り合える。初期に使っていた十文字實手槍・虎翼の破損後は妖刀村正の一つである北落師門を使っている。仲間に対する情愛は人一倍で、敵に対しても情け深い所がある。アキラとの仲は当初は殺し合いになる戦いをしたことから険悪だったが、後に互いを認め合うようになる。代表的な技は「影分身」「八寸」「裏・八寸」など。
初登場時はお笑いセンスなどから、ゆやが好きだったが、ゆやは狂が好きだったため眼中にはなかったらしい。そのため、今は真尋が気になっているらしい。
アニメ版では初登場時に所属していた「三彩衆」の他二名が剣妖である関係上、先代の「紅虎」の死後三彩衆に参加したという設定。江戸城地下に眠る北落師門の封印を解き、剣妖化した父・家康を討ち取る。その後将軍となるが事後処理がすむと再び狂たちに同行する。壬生一族との戦いが終わって幕政に戻るも指導者としての求心力は父に及ばなかったのか、諸侯の離反を招き徳川家は弱体化。最終的には本来の歴史上の大坂の役とは逆に幸村率いる豊臣軍に江戸を包囲され、篭城するのではなく自ら陣頭に立ち打って出ることを決意した。
徳川家として部下から支持されていなかった史実とは違い、半蔵や信之ら臣下からの信望は厚く、また家康の人物像が原作での小物であった影武者に近いものになっているため原作に描かれた「父に対するコンプレックス」はない。
真尋（まひろ）
声 - 高橋美佳子
年齢19歳、7月1日生まれ、身長165cm、体重48kg、血液型A型、3サイズB86、W59、H87
徳川家直属の忍者軍団、伊賀忍者のくノ一。姉・真弓を狂に殺されたと思いこみ、狂の命を狙う。忍術はもちろん、蜘蛛を操ることにも長けた「蜘蛛遣（くもし）」。手負いを負いながらも目的を果たすために動く強固な肉体と精神力をもつ。壬生一族との対決に向かう紅虎とサスケに同行していたが、姉の真の仇である鎭明との戦いで重傷を負い、紅虎の命令で戦線を離脱。武器は忍刀や手裏剣。
アニメ版では徳川家に仕える「根来組」という忍者集団に属している。4年前、根来組の長・闇のゲンザに人質に取られた真弓を狂がやむを得ず斬ったのを目撃し、彼を姉の敵と思い込んでいた。
出雲阿国（いずものおくに）
声 - かかずゆみ
年齢推定27歳、2月20日生まれ、身長168cm、体重47kg、血液型O型、3サイズB98、W60、H89（推定）
腕利きの見聞きや（じょうほうや）で、狂を一途に思う露出度の高いセクシーなお姉さん。かつては十二神将が一人、因陀羅でもあった。戦いでは特別製の絃「鉄鋼絃」を操る。
朔夜（さくや）
声 - ゆかな
外見上の年齢22歳、12月1日生まれ、身長159cm、体重46kg、血液型A型、3サイズB85、W57、H87（推定）
椎名望の実の妹。未来を読む力を持ち、森羅万象を司る最高位の巫女。天然ボケで料理も下手だが、芯の強い心を持つ。お茶を淹れるのが上手い。
椎名望（しいな のぞむ）
年齢（死亡時）25歳、10月17日生まれ、身長175cm、体重65kg、血液型A型
ゆやを育てた義理の兄で、朔夜の実兄。「過去見（つくよみ）」という触れたものの過去を見る能力を持つシャーマン。先代紅の王の過去に眠る壬生一族最大の秘密を探り当ててしまい、壬生から出奔。捨て子だった、ゆやを保護して一緒に暮らしていたが、鎭明の策略により壬生京四郎に殺害される。後に壬生一族によって蘇り、十二神将・シャトラとして壬生に加わり信長の邪魂の媒体となる。狂と信長の死合いの中、望の人格が狂に自分ごと信長を倒すように懇願。死闘の末、その魂は消滅した。
徳川家康（とくがわ いえやす）
声 - 辻親八/子安武人
年齢62歳、12月26日生まれ、身長170cm、体重66kg、血液型AB型
征夷大将軍。史実の太った容姿とは違い、年齢に比べて若く見える所謂ナイスミドルとして描かれている。どのような状況でも冷徹に対応する武士でありながら、自分を信じて死んだ者たちへの弔いとして誰にも手出しをさせない自分たちだけの天下を目指す理想主義者でもある。真田幸村や梵天丸（伊達政宗）に命を狙われているがそれにも怯まない強固な信念を持つ。歴史上初めて壬生一族の指示に従わず、自らの意思で国を動かしているため、壬生一族にも命を狙われている。普段の姿は伊賀忍者の頭領・服部半蔵。紅虎のもっとも苦手な漢。出雲阿国が運んだ幸村の文に応じ、徳川軍を率いて壬生の地に駆けつけた。
アニメ版ではサンテラに剣妖にされて、紅虎に倒される（史実よりも10年以上早く死んだことになる）。権勢を振りかざすだけの小物であった原作の影武者とも異なり、信長は「表向き忠臣を装いつつ野望を秘めていた」と評している。原作での影武者の設定はなく、家康とは別人の服部半蔵（声 - 子安武人）がいる。性格もやや温厚。家康死亡・秀忠（紅虎）不在となった幕府のまとめ役となる。
真田信幸
声 - 千葉進歩
徳川に仕える幸村の兄。秀忠個人に対する強い忠誠心を持っている。アニメ版では御前試合以降も半蔵、真尋らと登場。
ミゲイラ
声 - 緑川光
アニメオリジナルキャラクター。未来を見通す力を持つ青年。この世界の歴史のゆがみを修正するため独自に闘っている。だが最終的には彼にも情が芽生え、鬼眼の狂と壬生京四郎を消滅させることが出来なかった。
実在した歴史上の人物の詳細や、ストーリーと史実の差異を「歴史のゆがみ」として解説する役回りでもある（原作とも共通の設定である幸村が九度山を抜け出していること、阿国が情報屋として暗躍していることすら「歴史のゆがみ」となるらしい）。アニメオリジナルキャラだが、キャラクターデザインは原作者の上条明峰が手がけており、単行本の方でもイラストが描かれたことがある。

### 四聖天
鬼眼の狂に従い、共に数多の死線を越えて来た四武神、アキラ・梵天丸・ほたる・灯の四人のこと。豊臣軍・徳川軍に匹敵する武力をもち、四年前まで鬼眼の狂と共に戦場を駆け抜け幾つもの国を塵に変えてきた死神の如き最凶最悪の侍集団である。ちなみに女人禁制。
アキラ
声 - 保志総一朗
年齢推定19歳、4月17日生まれ（灯が決めた）、身長165cm、体重53kg、血液型A型
四聖天の中では唯一サムライの血を引いていないが、「血」の差を努力のみで縮め、自らの視覚を封じて、どのサムライでも開眼できなかった「心眼」を使いこなす努力の天才。元は孤児であったが、野党や盗賊に襲われていたところを狂に拾われる。狂の強さに憧れを抱き、世界で2番目（1番目は狂）に強い漢を目指している。強力な冷気を使った技を操る。冷静で毒舌だが、狂のことになると手がつけられなくなる。視覚を封じてからは丁寧な言葉づかいになっているが、激昂すると昔のように口調が荒々しくなる。武器は後ろ手に差した刀二本。氷を操る能力者でもあり、代表的な技は「夢氷月天」、「氷繭星霜」、「氷魔十字霜舞（グランドクロス）」、「氷影の聖母（マリア）」など。
アニメ版では十二神将の時は真達羅、摩虎羅、珊底羅と行動を共にする（原作では真達羅、毘羯羅、安底羅）。また、ほたるとの対決シーンが登場する。
梵天丸 / 伊達政宗 （ぼんてんまる / だて まさむね）
声 - 若本規夫
年齢37歳、8月3日生まれ、身長198cm、体重85kg、血液型O型（KYO的に）
東北の雄・伊達政宗その人であるが本来の政宗のイメージからは想像できない大男（ただし、右目を失明している点は史実に則っており、眼帯をしている）。上半身裸で下は袴。「征夷大将軍上等」と派手な昇り龍が刺繍された羽織を羽織っている。いつも一歩引いたところから仲間たちを見守り、その絆を人一倍大切にしている。「黒はばき組」という暴走族に似た風貌の親衛隊がいる。普段は自分の中にいる「獣」を抑えつけているが、いったん暴れだすと動いているもの全てに対して攻撃を仕掛ける凶暴性の持ち主で、死にかけて回復をするたびに強さを増す。この状態になると狂にしか元に戻すことができない。武器は木刀だがあまり使用せず、殺人体術なる力技で戦う。代表的な技は「鵼爪牙」「飛鷲昇脚」など。
ほたる / 熒惑（けいこく）
声 - 子安武人
外見上の年齢22歳、8月13日生まれ、身長176cm（ゲタ無しで166cm）、体重53kg、血液型B型
壬生一族の五曜星・熒惑でもあり、太四老の一人「遊庵」の弟子。炎を自在に操る。天然ボケな性格でいつも何を考えているのかわからない。武器は柄にも刃を取り付けた諸刃の剣（名称不明だが遊庵曰く、名刀らしい）。代表的な技は「魔皇焔」「灼爛炎帝」「黒き炎（デモンズ・ブレス）」「堕天使（ルシファー）降臨」「悪魔の顎（ヘル・クラッシュ）」「炎のヨロイ（ファイヤー・ウォール）」「焔血化粧」「熒惑輝炎」など。
辰伶とは異母兄弟であるが、仲は最悪。独りで強くなることしか考えていない孤高な性格であったが、狂との戦いでかつての四聖天との思い出を思い出し、狂一行に加わる。辰伶とも彼が弟である自分を見守っていた事を知り、距離が縮まる。
灯（あかり）
声 - 三石琴乃
年齢推定24歳、12月13日生まれ、身長177cm、体重55kg、血液型AB型
本名は御手洗灯吉郎（みたらい とうきちろう）で、一見美人の女性だが実は男。狂に恋心を寄せる。シャーマンとしての実力はかなりのもので、治療からドーピングまでこなす。しかし治療のたびに見返りとして相手の秘密を聞き出すので、四聖天メンバーは灯に頭が上がらない。武器は錫杖。代表的な技は「吸気啌（エア・ヴァンプ）」「排気光（リ・ジェクト）」など。
左手に、見た者を灰にしてしまう「悪魔の眼（メドゥサ・アイ）」を持つ。これは太四老の一人ひしぎによって植えつけられたものであり、壬生にいた当時は彼の近衛隊士を務めていた。

### 幸村と十勇士
真田十勇士は、幸村に仕える10人の侍。一人一人が1000人の侍に匹敵するほどの力を持つ。猿飛サスケ、霧隠才蔵、穴山小介、根津甚八、由利鎌之助、望月六郎、三好清海入道、三好伊三入道、筧十蔵、海野六郎の10人。
真田幸村（さなだ ゆきむら）
声 - 緒方恵美
年齢37歳、2月29日生まれ（KYO的に）、身長170cm、体重53kg、血液型A型
天下一の知将と呼ばれ、徳川家康のもっとも恐れた男。女性と見まごうような美男子と呼べる外見をしており、女と酒をこよなく愛する無邪気で飄々とした性格である。しかし、強敵との戦いを求める戦好きであり死合いになると闘志を剥きだしにして闘うという一面も持つ。刀の達人であり、その実力は狂と互角である。天下をひっくり返そうと画策している。武器はみずきの父が残した刀。鞍馬山での庵里との修行を経て、時すら制する「鶺鴒眼」、秘奥義「白鷺の華」を手にする。十勇士との信頼関係はとても篤い。前述の通り徳川体制の転覆を狙っており家康と対立しているものの、彼の力を借りるために正々堂々とその頭を垂れ、家康を動かした。
アニメ版では原作よりも狂達との交流が薄く、腹黒さが目立つ。また、彼も妖刀村正を持つことになる。また、剣妖化していることを匂わせる描写もあったが真相は不明。
猿飛佐助（二代目） / 猿飛佐助（さるとび さすけ）
声 - 石田彰（幼少期 - 小林由美子）
年齢12歳、12月24日生まれ、身長150cm、体重38kg、血液型B型
真田十勇士の一人で、年齢も幼く生意気。作中では主に「サスケ」と表記される。主君（幸村）をも呼び捨てにするが幸村はそこがお気に入りらしい。当初は鬼眼の狂の「天狼」と同時期に創られた村正作の長刀を使っていたが、鬼眼の狂との勝負でヒビが入って壊れてしまったため、村正に「紫微垣」を貰う。その刀で雷をも自在に操ることが出来る。手にしているけん玉はしばしば戦闘に使われる。実は壬生一族の実験の中で生まれた「希少種」と呼ばれる存在であり、両眼が紅くなる。年の割にはクールな性格。代表的な技は「雷刃・火雷」「雷刃・光芒雷」「雷刃・網雷円」「秘雷刃・麒麟」など。「白」と呼ばれる忍犬がいる。
霧隠才蔵（きりがくれ さいぞう）
声 - 松山タカシ
年齢32歳、6月29日生まれ、身長175cm、体重60kg、血液型A型
真田十勇士の一人。真田十勇士のリーダー的存在。幸村をとても慕っている。至って堅物であり、損な役回りが多い苦労性。武器は忍刀。
穴山小助（あなやま こすけ）
声 - 緒方恵美
年齢28歳、9月5日生まれ、身長168cm、体重47kg、血液型O型、3サイズB87、W58、H88
女性。幸村の影武者として徳川の監視の目をくらます役目を務める。詳細な戦闘能力は不明だが、熊を素手で殺すことができるらしい。
根津甚八（ねづ じんぱち）
声 - 安元洋貴
海人のような十勇士。鎌之助と仲がよい。左手は元海賊だったので鍵手でそれを武器にしている。
由利鎌之助（ゆり かまのすけ）
声 - 浅野真澄
少女漫画のような顔をしているが、訛りのひどい秋田美人。熊なべが大好きなようで、料理はいつも熊なべ。武器は2本の大鎌。性別は不明。
望月六郎（もちづき ろくろう）
物語の序盤からいるが顔は登場していない。幸村のお面をかぶって九度山で影武者をしている。恥ずかしがり屋で寝るときも面を着用している。ジャンケンが弱い。
三好清海入道（みよし せいかい にゅうどう）
伊三の兄者。全身タイツにサングラスを装備。語尾に「候」をつけてしゃべる。サングラスの下は厳つい顔。幸村とはよく酒を酌み交わす。
三好伊三入道（みよし いさ にゅうどう）
清海の弟分。全身タイツにサングラスを装備。清海入道と同様、語尾に「候」をつけてしゃべる。サングラスの下は、大きな瞳の可愛らしい顔。幸村とは、才蔵のグチを聞いてくれる仲。
筧十蔵（かけい じゅうぞう）
眼鏡をかけた少年。銃を扱うのが得意。数学が得意でサスケの先生役。
海野六郎（うんの ろくろう）
ビジュアル系。幸村からはさん付けで呼ばれる。幸村曰く「海野さんがしゃべると雨が降る！」らしい。

### 織田信長と十二神将
十二神将とは、第六天魔王織田信長に仕え、その手足となる最強の侍（サムライ）マスター。太陽を廻る星の如く織田信長を守護する十二人の生ける武神。その強さと神聖さ故に天界十二神とも言われ、人知遥かに超えた力は単身で一国を滅ぼすと言われる。信長の方針で、現地位にいる者を倒せばその地位に就くことができるなど完全な実力主義をとっている。
12人のうちクビラ、メキラ、インダラ、ハイラは狂戦士（バーサーカー）と呼ばれ、その凶暴さと強大すぎる力のため封印されており、樹海で狂一行と交戦した時にはかりそめの神将が置かれていた。
織田上総介信長（おだ かずさのすけ のぶなが）
声 - 速水奨
樹海時の身体年齢26歳、5月12日生まれ、身長175cm、体重66kg（うち魂1g）、血液型B型
自らを第六天魔王と称し、戦国最強の武将とも言われる阿修羅。本能寺の変においては、反逆した明智光秀の軍を1人で全滅させたが、幼少時代の狂に敗れ死亡。しかし壬生一族の手により器を変えて何度も蘇り、狂と死闘を繰り広げる。四度目の戦いで愛刀左文字を使用する。幼少時代の狂に少なからずも影響を与え、狂が天下を目指したのは信長と再戦をするための暇つぶしだった。代表的な技は「天魔・骸手」「天魔・死霊乱魔」など。
アニメ版では樹海において狂と初めて出会った（ここが原作との違い。なお、樹海に現れた信長の肉体は樹海の霊力を集めて作ったものであり、樹海自体が信長の肉体といえる）。剣妖と化し狂を追い詰めたが、京四郎のみずちに敗れる。その後鬼眼の狂の本当の躯に宿り、圧倒的な力を見せ付けた。相手の技を吸収して自分の技として放つことができ、無明神風流奥義・朱雀をも操れる。正しき歴史である2002年の東京にて狂に斃された。
真達羅（しんだら）
年齢推定38歳、1月2日生まれ、身長188cm、体重66kg、血液型AB型
声 - 山口隆行
死なずの真達羅の異名を持ち、忍者マスターと呼ばれる最高位の忍。地・水・火・風、あらゆる自然現象を操る。初代の猿飛佐助を名乗り幸村に仕えていたが離反し、十二神将が一人となり幸村と敵対する。しかし、その行動の真意は、来たる壬生の脅威から幸村を護ることにあった。ひしぎにより「死海怨呪」という呪印を刻まれており、いかなる傷も瞬時に治癒させる特殊能力を持つ。その為、並大抵の攻撃で刺されたり斬られたりしても血を流すことすら少ない（前述の異名で呼ばれるのはこの能力のため）。武器は忍刀。代表的な技は「護摩四面堂」など。
アニメ版ではミゲイラと同じ未来を見通す里に生まれる。幸村の末路を見てしまい、その歴史を変えるために信長とともに乱世をもたらそうとした。体内が別の空間につながっており、そこに魔界の門を飲み込み、命と引き換えに世界を護った（真田忍法死なずの術）。
摩虎羅（まこら）
声 - 陶山章央（幼少期 - 今井麻美）
年齢推定16歳、5月30日生まれ、身長165cm、体重54kg、血液型B型
本名：風魔の小太郎。猿飛サスケの親友で樹海の出身。サスケを食べようと狙った真の因陀羅に操られ、身を守ろうとしたサスケに斬られたことからサスケを憎み、誤解を抱えたまま十二神将に入る。しかし、真の因陀羅との戦いで事の真相を知りサスケと和解。彼を真の因陀羅の攻撃から庇い、命を落とす。サスケいわく、昔はお人好しだった。影を自在に操りクナイが武器。代表的な技は「影堕」など。
アニメ版では史実通り、北条氏に仕えた風魔一族の末裔。壬生での闘いの後、サスケと和解、真田十勇士の一員になった。
安底羅（あんてら）
声 - 植田佳奈
年齢不明、4月1日生まれ、身長144cm、体重34kg、血液型A型、3サイズB76、W53、H80
壬生一族の上流階級の出身で本名は杏樹（あんじゅ）。父親は狂戦士・真のクビラ。死の病を発症した際、真のクビラが彼女の命を救うため、ひしぎに頼んで成長前の姿に戻させたために過去の記憶を忘れている。人の頭を握りつぶすほどの怪力の持ち主で二本の鉄球が武器。シンダラに懐き、ビカラとはケンカ友達で仲が良い。
アニメ版では信長の肉体を作るための実験体で、長時間闘うことができない。ビカラとともに剣妖となり、狂のみずちに斃された。
珊底羅（さんてら）
声 - 町井美紀
外見上の年齢14歳、3月3日生まれ、身長155cm、体重43kg、血液型A型、3サイズB79、W56、H81
眼鏡をかけたドジで大人しい少女。感情が高ぶると身体から何でも溶かす鱗粉を放出する。その体質ゆえつらい思いをしてきたが、灯によって救われる。
アニメ版では樹海の住人。徳川家康を剣妖に変えた。十二神将で唯一、シンダラにだけは仲間だと認められていた。アキラにより氷付けにされた真達羅、摩虎羅を命と引き換えに助けた。真達羅は樹海から退却するとき、そのことを回想している。
毘羯羅（びから）
声 - 原沢勝広
外見上の年齢34歳、8月8日生まれ、身長212cm、体重115kg、血液型B型
4年前に狂と互角にやりあった肉弾戦の達人。女口調で喋り、美しい男が好き。少なくとも4年前までは女口調ではなく普通に話していたようだが、なぜ女口調になったのかは謎。筋骨隆々な外見は怪力タイプの戦士を思わせるが、実はスピードを生かした戦いを得意とする。腕につけたチャクラムのような武器を飛ばすほか、「美・麗！！ビカラパンチ」「超・美・麗！！ビカラ・ビクトリー・バスター」といった技を使う。アンテラとはケンカしつつも仲がよい。狂との決着を最後までつけられないままアキラに氷漬けにされる。何かとインパクトが強く、死亡後もコミックスのおまけコーナーに登場する。
アニメ版では安底羅とともに剣妖になり、みずちに斃れた安底羅の仇を討たんと奥義「地獄抱擁」を使い、力尽きた。豊臣秀吉に仕えた蜂須賀小六の息子（嫡男で徳島藩主の家政かどうかは不明）。
伐折羅（ばさら）
声 - 森訓久
公家のような言葉遣いで話す十二神将一高飛車な男。復活した信長の小姓で弓矢の使い手。遠くの音まで拾えるほどの聴力を持つ。アジラ（アキラ）を信用していなかった。幸村と戦い、「破魔結界」で幸村を苦しめるが、盾となったサスケを道具のように扱った言動が幸村の逆鱗にふれ、幸村の怒りの剛剣により真っ二つにされ散る。信長に心の底から忠誠を誓っており、壬生で死人として黄泉がえったときも、最後まで信長に尽くそうとし、涙まで流した。
アニメ版では本能寺にて信長の小姓であるにもかかわらず最後まで信長を護ることができずその首を持って逃走した。ゆえに信長の復活に一生を捧げた。怒りを爆発させた幸村に自らはなった矢を目玉に突き刺され、死亡。
頞儞羅（あにら）
樹海時にはアキラがその地位にあったが、離反。それ以降は空位となっている。
因陀羅（いんだら）
かりそめの十二神将。狂への愛憎のために信長に与した出雲阿国が正体。伐折羅がスパイとして利用していた。
宮毘羅（くびら）
声 - 櫻井孝宏
外見上の年齢36歳、2月10日生まれ、身長174cm（本当は54cm）、体重70kg（本当は15kg）、血液型A型
かりそめの十二神将。人形師で十二神将一の頭脳を持つと言われている。相手の姿形、能力まで似せた人形を作ることが出来る。姑息な性格で、ゆやの偽物を作ったり、一度狂を追い詰めたりするが、入れ替わった壬生京四郎に倒される。人形が本体だったため難を逃れたものの、鬼眼の狂の秘密を知ったためにアキラに夢氷月天で氷漬けにされた。アンテラ曰く、陰険タムシ。
アニメ版では能楽師。狂達に旅館の幻影を見せていた。対象に瓜二つに化ける人形を操る。狂のみずちに一蹴され敗れるが本体は人形のため助かった。が、結局アキラに殺される。
迷企羅（めきら）
声 - 保村真
かりそめの十二神将。紅虎の兄弟子で、当時は戯豹（ぎひょう）と名乗っていた。仲間殺しの異名を持ち、目的のためなら手段を選ばない。奥義を授けてくれなかったという理由で当時の師匠を殺害したことを告白し、怒りを買った紅虎の八寸を受け敗れる。相手を一瞬無意識状態にする神影流の秘術・幻視術で紅虎を苦しめた。武器は大鎌「豹翼」。
アニメ版では原作同様に紅虎を追い詰めるが、最終奥義・水月（アニメ版オリジナル）により敗れる。
波夷羅（はいら）
声 - 田中総一郎
かりそめの十二神将。くいだおれ人形のような格好。あまりのセンスの悪さに、公式ファンブックのおまけページでさらし者にされている。ブーメランのように投げて使う大量の曲刀「鵬翼飛翔」を操る。筋肉で出血を止めたり、片手で巨岩を持ち上げたりしてサスケを仰天させた。部下を物としか思っていないため幸村の怒りを買い、みずから投げた巨岩と共に真っ二つにされて倒された。
アニメ版では信長の直系の親族・三法師。自分の血筋に誇りを持っており、サスケや摩虎羅のことを見下していたが、結局は狂に一蹴された。死を覚悟して狂に反撃しようとするも、サスケを守るために乱入してきた幸村に斃される。
招杜羅（しゃとら）
十二神将の長。その正体は椎名ゆやの兄、椎名望。彼の肉体は信長と狂との四度目の戦いにおいて信長の器として使用された。望が最高位のシャーマンであるため、その肉体には死者を黄泉がえらせる能力や驚異的な回復力が備わっており、狂を苦しめた。
アニメ版の招杜羅（しゃとら）
声 - 玉川紗己子
アニメオリジナルキャラクター。西洋風の鎧に身を包んだ女性。十二神将のリーダー的存在。その正体は信長の妹・お市の方。壬生一族の一員であり、信長の魂を鬼眼の狂の躯に宿らせた。ミゲイラが真ノ村正を4つ吸収し、狂の天狼も吸収しようとするのを阻止しようとするが、真ノ村正の歴史を修正する力により、正しき歴史の越前・北ノ庄城内にて柴田勝家と共に炎に包まれ、狂達のいる世界のシャトラは消滅した。

#### 狂戦士（バーサーカー）
壬生再臨計画の過程で誕生した怪物達。古の怪物の力を秘め並外れた戦闘力を持つが常に食人衝動に飢えている凶暴さから封印されていた。
真の因陀羅（しんのいんだら）
声 - 寺田はるひ
「巫女息吹（セイレーン・ブレス）」という万物を操るいにしえの技を使う。樹海にて小太郎を操り、サスケを喰らおうとしたが、反撃にあい失敗。小太郎がサスケに復讐する原因を作った張本人。怒りを爆発させたサスケの「秘雷刃・麒麟」によって斃される。武器は鉄扇。
真の宮毘羅（しんのくびら）
声 - うえだゆうじ
狂戦士とは思えない強固な信念をもつ安底羅の父親。「変移想外（フェノメン・フェイズ）」という相手の深層心理にある想いに変幻する古の技を使う。元・壬生一族。大四老・ひしぎに娘・杏樹（アンテラ）の死の病を一時的に治してもらうため、娘とかかわりを断ち、十二神将に加わっていた。アキラとの戦いで彼の心に影響を与える。武器は日本刀。使わなかったが、銃も持っている。
真の迷企羅（しんのめきら）
声 - 神谷浩史
見たものを石へと変える「石華眼（メドゥサ・アイ）」を持つ。灯を庇い石化した珊底羅を愚弄したため灯の怒りを買い、本物の「悪魔の眼（メドゥサ・アイ）」で灰化させられて死亡した。武器は鉄鎖。
真の波夷羅（しんのはいら）
声 - 伊藤健太郎
狂戦士最強と言われている大男。英語交じりの口調で喋る。しりとり好きでそれを相手に強要しながら戦う。普段は不衛生な醜い太めの姿をしているが、捕食したもの自らものに力に変える「変態食欲（シリアル・グルメ）」という能力を使うことで細身で美しい姿になり、戦闘力も大きく向上する。しかし、ずれた美的感覚を持っているためにこの姿を嫌い、醜い姿の方を本気で好んでいる。ナルシストで自称ヒーロー。壬生再臨計画の実験台に戻ることを恐れている。体術を使い梵天丸を一度は追い詰めるが、獣化した梵天丸に一撃で倒される。

### 壬生一族
古代より日本を陰から操り歴史を操作してきた、神の一族とも言われる究極の種族。頂点に紅の王、その下に九曜（太四老、五曜星）、一般の眷族、造られし者が続く。また、樹海の住人は造られし者の出来損ないである。
現在の壬生一族は真の壬生一族によって造られた殺し合い用の戦闘人形の末裔であり、そのため造られた命と同じように死ぬとき体が粉のようになって崩れていく。村正の妹・姫時が死の病に倒れたことをきっかけに、死の病克服のために太四老の手で壬生再臨計画が実行されサスケたち稀少種を作り出した。

#### 紅の王
壬生一族の頂点に立つ人物。
初代・紅の王（しょだい あかのおう）
天狼の中で狂を見守っている。巨体で顔も怖いがかなりお茶目な性格。真の壬生一族の祖。
先代・紅の王（せんだい あかのおう）
声 - 福山潤
「神」「宇宙の理（ことわり）」とも称される、壬生一族の最高権力者。命を下す際以外は瓶底眼鏡を掛けて読書をしており、そのせいか近眼のため人と間違えて柱に喋り掛けるなど天然ボケを見せる面もあるが、その実力は凄まじく太四老をも遥かに凌ぐ。壬生にいる人間の全ての技を使用でき、その気があれば現在の壬生一族の命を止めることすら出来る。本来は優しい性格であったが、ある時から冷酷で残忍な性格へと変貌したとされる。
陰陽殿にて吹雪との死闘を制した狂ら一行の前に登場。攻撃から時人を庇った吹雪を消滅させ、続いてほたるら現壬生一族の者達の動きを停止させる。そして狂と京四郎の死闘の合間にゆやを攫い、その心臓に自身の心臓と同調する印を刻み、未来を予知させようとする。そして京四郎との戦いを終えた狂らを全滅させ、世界を作り変えるべく自身の血を用いて無数の兵達を出現させる。そして狂ら一行と激闘を繰り広げるが敗れ、血の兵士達も消滅する。
現・壬生一族とは異なる存在であり、自らの血肉を以て『「紅十字」の四守護士』を創り出した「真の壬生一族」の末裔であると思われていたが、実は自らも『「紅十字」の四守護士』、真の壬生一族の手で創られた存在あり、その中でも最も真の壬生一族に近い一番目の四守護士であった事が判明する。狂一人を除いて現存する「真の壬生一族」が死に絶えた事で「紅の王」の代わりを務めるようになり、全ての生きる者の倖せを願いその道を模索してきたが、いつしか人々の身勝手さに絶望し、ついには世界を一度無に帰そうとした。狂の言葉や仲間達の姿に己の過ちを悟り、自ら消滅し壬生一族による支配の歴史を終わらせる道を選ぶ。心臓を体内に戻す事で紅の塔を崩壊させ、狂や四方堂らとのかつての日々を思い出しながら消滅した。
当代・紅の王（とうだい あかのおう）
端正な容姿をした男性で、先代・紅の王の後を継ぎ執政を行っていた。先代のやり方に抗い、一族を倒す力を人間達に授けるべく、村正に命じて4本の妖刀・村正を製作させ、さらにはそれを使いこなすための流派である無明神風流を創り出したが、それが先代の怒りを買い幽閉されていた。幼少期の京四郎や朔夜の戯れに交わるなど親しく過ごしていたが、後に先代の命に忠実な人斬りと化した京四郎から一度は「忘れたい記憶」と語られるようになる。幽閉先を脱走して先代の秘密が眠る「扉」を暴こうとするが、先代の命を受けた京四郎に粛清され、京四郎に対し「強く生きろ」と言い残して絶命した。
実際には即死はしておらず、その後現れた先代によって肉体と魂を吸収されていた。後に先代との戦闘で京四郎が吸収された際、鎮明と共に彼を元の肉体へと押し戻した。

#### 稀少種
るる
声 - こやまきみこ
いつも先代の側にいる少女。ひしぎの生み出した稀少種の一人。デンデン太鼓をいつも持っている。最終話で「死の病」に対する抗体があることが灯によって語られた。

#### 紅十字の四守護士（レッドクロスナイツ）
真の壬生一族の血肉によって造られた4人のサムライ。番号が若い方が真の壬生一族の血肉が多い。
壬生京一郎（みぶ きょういちろう）
先代紅の王。真の壬生一族ではないが、造られた壬生一族のため自ら紅の王となった。よって、狂のように鬼神になることはできない。
壬生京二郎（みぶ きょうじろう）
鎭明。表向きは五曜星だが、その正体は紅十字の四守護士（レッドクロスナイツ）の二番目で先代・紅の王の切り札（ジョーカー）。真の紅き眼になれるが、長時間維持することはできない。朔夜よりはるか昔の未来見の巫女を愛していたが、彼女自身の嘆願により巫女を殺してしまった過去を持つ。
幸村の守りの小太刀の一撃により腰から真っ二つにされた後、狂と先代の死合いの場に上半身がちぎれかけた姿で現れるが先代紅の王に吸収される。同じく吸収されてしまった京四郎を先代から分離させようとする当代を最初は妨害していたが、当代の言葉により、長い人生の過程で忘れていた亡き想い人の顔を思い出し、口では相変わらず突き放しながらも、協力して先代から京四郎を分離させた。
壬生京三郎（みぶ きょうさぶろう）
当代紅の王。先代を止めるために妖刀・村正を村正に造らせ、無明神風流を生み出したため反逆罪で幽閉されていた。先代の秘密を暴かんとするが、先代の忠実な部下であった京四郎に斬られた後、先代に吸収され絶命。このとき同じく吸収された京四郎を鎭明とともに先代から分離させた。
壬生京四郎（みぶ きょうしろう）
壬生京四郎に同じ。この頃性格はとても冷めていた。先代に粛清数が千に迫る事を褒められ、鬼眼の狂と初めて対面した時、彼の名を騙って粛清を行っていた事が判明した事から、鬼眼の狂の「千人切り伝説」を作ったのは京四郎であると思われる。先代の「最高傑作」である。

#### 太四老
壬生の政治を任されている壬生の貴族の中から選び出されたの4人のサムライたち。4人全員が果てしなく強く、それぞれの下に近衛隊士がいる。現在は吹雪、ひしぎ、遊庵、時人の4人からなる。
吹雪（ふぶき）
声 - 飛田展男
外見上の年齢35歳、11月1日生まれ、身長180cm、体重70kg、血液型AB型
太四老の長、至高の反魂術士（ネクロマンサー）。厳格・冷酷な性格で、自らの計画を進めるためならば手段を選ばない。辰伶の師であり、水派の禁忌技である緋龍を簡単に発動するなど彼以上の水の技を操る。ひしぎ、村正とは親友であったが、村正とは考え方の違いで決別した。時人の本当の父親。
辰伶・ほたる戦では二人を無傷で倒すほどの圧倒的な強さを見せ付けるが、真の“紅き眼”が発現した狂の青龍によって敗れる。その後、自分達の悪行を命で清算するため自ら辰伶の刀に突き刺さり、辰伶たちに未来への希望と娘の時人を託す。直後、先代の光の刃から時人をかばい、絶命。しかし死してなお、その思いは先代に人形にされたほたるたちを覚醒させた。武器は寿里庵作の刀と脇差。代表的な技は「水破七封龍・砕きの舞い」、「水龍万丈壁」、「緋龍縛」、「水魔緋龍激」など。
ひしぎ
声 - 中原茂
外見上の年齢30歳、9月10日生まれ、身長180cm、体重72kg、血液型B型
太四老最強とまで言われる凄腕の処刑人で、壬生の研究機関を束ねる天才学者でもある。希少種であるサスケを作ったのも彼である。普段は口数少ない物静かな性格だが、実は冷たく激しい感情を内に秘めている。愛刀「白夜（はくや）」から放たれる光の刃に加え、身体の左半分にびっしりとついた悪魔の眼（メドゥサ・アイ）で相手を灰にすることもできる（しかし、悪魔の眼は死の病にかかった身体の生命維持装置でもあるため、諸刃の剣でもある）。村正、吹雪とは親友。特に吹雪には一生ついていくと心に決めている。
自分や今の壬生一族を「欠陥品」と呼んで絶望し、そして自分たち「今の」壬生一族を造りだした真の壬生一族を憎悪している。灯に自らの記憶と死の病の治療法の研究を託した後、狂を道連れに自爆しようとするが失敗。そして吹雪に己の心の臓を託し、その生を壮絶に終える。しかし死してなお、人形にされたほたるたちを覚醒させた。「No.13（ナンバーサーティーン）」と呼び突き放して接していた灯に対しては、心のうちでは確かな情を抱いていたようである（「名前で呼ぶと情が移ってしまう」などの言動によってわかる）。武器は寿里庵作の大剣「白夜」と脇差。代表的な技は「白夜調（闇無き夜の調べ）」。
時人（ときと）
声 - かかずゆみ
外見上の年齢14歳、6月3日生まれ、身長160cm、体重44kg、血液型A型
村正の妹・姫時（ひとき）と吹雪の娘（終盤まで性別について明確な描写はされなかった）。だが、記憶操作をされた上、反逆者村正の子供として扱われ、冷たい仕打ちを受けたり自分では望んでいない期待をされたりしていた。そのため村正を忌み嫌い、また村正が期待をよせた狂一行を抹殺することを、人一倍意識している。残忍な性格で他人を見下すことも多いが、まだまだ幼い面も多く、よく逆上する。
圧倒的なスピードに加えて梵天丸以上の怪力を持ち、村正の血を引いているため、妖刀村正「北斗七星」の力を最大限に引き出すことができる。また、タロット占いで人間の未来を占う。武器はタロットカードと妖刀村正のひとつ「北斗七星」。代表的な技は「北斗七連宿」、「蒼天銀星雲」。
遊庵（ゆあん）
声 - 置鮎龍太郎
外見上の年齢28歳、5月5日生まれ、身長177cm、体重78kg、血液型O型
ほたるの師で、屈託がない熱血な性格だが、本気を出したときの実力は、くせ者揃いの兄弟からも畏怖されている。舌を出すのが癖。眼が見えないが、アキラ以上の心眼の使い手。その心眼は遠くの者を追ったりもできるほか、相手の心の中に進入して相手の魂を喰らい尽くす能力「幻視蒼」も持ち、舌に「魂」の刻印がある。体術も得意だが、真骨頂は体術を組み込んだ独特の剣術。また、ほたるの師であるため黒き炎（デモンズ・ブレス）も使いこなす。
太四老だった母が処刑された理由を追っている。先祖返りにより、感情が高ぶると紅い眼になる。太四老であるがほたる戦後は狂側につき、ひしぎとの壮絶な死合いを繰り広げる。代表的な技は「色空法蓮華」。
村正（むらまさ）
声 - 井上和彦
外見上の年齢33歳、10月20日生まれ、身長171cm、体重59kg、血液型A型
太四老の長であったが、壬生一族の危機を悟り、吹雪達と袂を分かち合い、狂とともに壬生を抜け出す（この時すでに「死の病」に侵されていた）。狂の師であり、親のような存在でもある。聡明で優しさ溢れる性格。他人の心を読む、「サトリ」という能力を持っている。また、妖刀村正を作る刀匠でもある。狂に真の無明神風流と未来への希望を託し、その生を終えた。しかし死してなお、人形にされたほたるたちを覚醒させた。
四方堂（しほうどう）
太四老の初代の長であった女性。若い女性のような外見であり、やや下品な言動をよく取る。語尾に「ん」を付ける訛りがある。寿里庵とは親友同士。「草薙剣」という、雲のような見た目の物質を出現させる剣を用いる。また遊庵同様、感情が高ぶると紅い眼になる（先祖返りかどうかは不明）。
かつて壬生からの出奔を計画した村正を処刑しようとしたが、止めに入った狂の存在に興味を抱きこれを見逃したものの、先代・紅の王による制裁を受けると共に、太四老の座を解任された。現在は自ら地下迷路の監視を引き受けているが、その理由は壬生に殺されたものたちの墓を作るためというものだった。一人の女性として先代・紅の王を慕っており、昔の優しかった王に戻ってもらうため動き始める。

#### 五曜星
壬生城下町の入り口、五曜門を固めるサムライたち。その実力は全員が狂に匹敵するほど。火の熒惑、水の辰伶、木の歳子・歳世、土の鎭明、そして長で金の太白からなる。
熒惑（けいこく）
「火」を司る五曜星。上述の通り、四聖天のほたると同一人物。熒惑は遊庵につけられた名。第一の門で狂と戦う。
歳子（さいし）
声 - 野川さくら
外見上の年齢20歳、3月15日生まれ、身長159cm、体重47kg、血液型O型、3サイズB90、W59、H87
「木」を司る五曜星の一人で、看護婦のような外見。第二の門でアキラと闘う。歳世をこの世に呼び戻した張本人。無邪気な振る舞いとは裏腹に、自己中心的で残忍な心を持つ。何度斬られても再生する身体と死人をよみがえらせて使役する能力を持っている。歳世には道具としての愛着しかない為アキラの怒りを買った。本気モードで戦うときは、ウサギのコスプレ（？）をする。ふざけているようにしか見えないが、その体術は強力。
歳世（さいせい）
声 - 植田佳奈
外見上の年齢25歳、8月16日生まれ、身長162cm、体重46kg、血液型B型、3サイズB87、W59、H85
歳子に造られた死人で、通常時は歳子同様の看護婦姿。前世は「巴御前」。既に死んだ身である自分に唯一優しく接してくれた辰伶に淡い恋心を抱いていた。歳子とは主従関係だが、彼女が闘うのは主人である歳子の為ではなく、辰伶を守る為だった。「心霊手術」という能力で自分の体を亜空間状態にして他人の体と結びつける（ダメージを他人に跳ね返す）ことができる。アキラと闘い、彼の心に影響を与えた。武器は巨大な薙刀。主な技は「絶・百花櫻蘭」。
アニメ版では歳子に作られた人工生命であることは共通だが、巴御前であるとは明言されていない。
鎭明（ちんめい）
声 - 真殿光昭
外見上の年齢34歳、11月6日生まれ、身長176cm、体重55kg、血液型AB型
「土」を司る五曜星で、大地の力を利用する無明大陰流の使い手。第三の門で狂・真尋らと闘う。数年前天狼を奪いに村正邸を襲い、刀を守ろうとした真尋の姉を殺した張本人。普段は京都弁を使いヘラヘラしているが、その裏には冷酷な本性を持つ。重力を自在に操る。不死身のような能力を持ったり、大四老の長、吹雪と裏でつながっていたりと謎が多いが、実は先代紅の王の直属の部下であり先代紅の王の血肉によって造られた神の子、「紅十字」の四守護士（レッドクロス・ナイツ）の一人。武器は扇子だが、刀も使っていた。代表的な技は「地友気」、「幸福来々（ハッピー・カムカム）弾」、「鎭星烈火彗星将」、「鎭星黒天球」、「重力崩壊翔（ブラックホールクライシス）」など。
太白（たいはく）
声 - 田中総一郎
外見上の年齢38歳、9月3日生まれ、身長201cm、体重90kg、血液型A型
「金」を司る五曜星の長。第四の門で紅虎と闘う。もともとは一大名のもとに仕える武将であったが、戦で樹海に迷い込んだ所を紅の王に助けられ、壬生一族同等の不老長寿を得る。元が人間のため他の五曜星と違い特殊能力はないが、それを技と心の強さで補う。壬生を心から愛し、できそこないの子供達をひそかに匿って育てている。紅虎との戦いの末諭されて仲間になるが、その矢先に吹雪に殺される。死に際に紅虎に壬生の未来を託し、狂に吹雪には気をつけるようにと忠告した。武器は普通の刀。代表的な技は「斬・阿修羅掌」。
辰伶（しんれい）
声 - 関智一
外見上の年齢23歳、2月14日生まれ、身長176cm、体重69kg、血液型A型
「水」を司る五曜星の一人。太四老の長・吹雪の愛弟子で、水を自在に操る術者。狂達が村正宅に訪れた際に現れ、ゆやに呪縛をかけて、狂達を壬生の地に向かわせるきっかけを作った。狂たちに対しては壬生一族の邪魔と見なし敵意を露にしていたが、狂やほたるとの闘いによってその考えを変え始め、吹雪に裏切られ真実を知ったことから狂たちの側につく。
性格は頑固でプライドが高く、熱血バカ、生真面目。決別したとはいえ彼は吹雪を最後まで尊敬していた。ほたるとは異母兄弟であるが仲は最悪。だが、影ながらほたるを見守っていた良き兄でもある。武器は小型の曲刀「舞曲水」の二刀流で、太刀筋を強引に変えることで回避を困難にする「舞曲の太刀」という剣術を使う。代表的な技は「水破七封龍」、「祠龍裂破翔」、「龍の赫き涙（ドラゴン・レッド・ティアーズ）」。
アニメ版では彼とほたるが異母兄弟という設定はない。

#### 庵一家
太四老遊庵の家族。12人の大家族で、遊庵は次男である。よく言えばおおらか、悪く言えば適当な一家で、遊庵に拾われたほたるが居候をしていた家でもある。狂たちに協力する。
寿里庵（じゅりあん）
父。刀匠、針師で村正の師匠。穴掘りだけが得意のエロ親父にみえるが刀匠としての腕は確か。妻・伊庵の敵討ちのために家族をないがしろにしてまでも穴掘りを続け、紅の塔の中に秘密の抜け道を作っていた。
伊庵（いあん）
母。元・太四老。剣術で登りつめた女侍。壬生一族最大の秘密を探っていたが、そのためにひしぎに殺害された。
庵里（あんり）
声 - 高木渉
長男。元・村正の近衛隊長であり、カブキの庵里と恐れられていた。現在は村正とともに壬生を出たあとは鞍馬山で天狗生活を送り、マムシ入り天狗まんじゅうを作ったりしている。時を制する鶺鴒眼を使い、修行にきた幸村に（不完全ながらも）それを授ける。京女・アスカとの間に10人以上子供がいるらしい。壬生での戦いから三年後は、鞍馬山で天狗ランドというテーマパークを営んでいる。
庵曽新（あんそにー）
三男。針師で遊庵の近衛隊士。針師としての腕は寿里庵よりよいが、寿里庵の「たとえ強くなれても体を壊す作用の針は刺すな」という教えを守るなど、父を尊敬している。ほたるの考えに憧れて五曜星を目指している。ガリ勉だったので頭がいい。ほたると戦い、序盤は圧倒的な強さを見せ付けるが、潜在能力を覚醒させたほたるに敗れた後仲直りする。武器は飛針。主な技は「光流覇」。壬生での戦いから三年後は、壬生で寺子屋の講師をしている。そこではできそこないの子供たちも学んでいる。
庵奈（あんな）
長女。遊庵の近衛隊士。庵一家の肝っ玉母ちゃん的存在。怒らせると怖いが面倒見は良い。
庵樹里華（あんじぇりか）
次女。遊庵の近衛隊士。落ち着いた雰囲気だが、ガラが悪い。作者の担当が庵樹里華ファンらしい。
遊里庵（ゆりあん）・紀里庵（きりあん）・絵里庵（えりあん）・里々庵（りりあん）・真里庵（まりあん）
遊庵の近衛隊士で、男三人女二人の五つ子。目印はそれぞれ、バンダナ・帽子・あごひげ・サンバイザー・ハンチング帽。

## 用語
無明神風流（むみょうじんぷうりゅう）
当代・紅の王が先代・紅の王を斃す為に編み出した剣術の流派。作中での使用者は狂、壬生京四郎、村正、先代紅の王と、業を生み出した本人である壬生京三郎の五人のみ。京三郎が言うには「完全に心技体が揃わないと完全に威力は発揮されない」という。
無明神風流殺人剣・みずち
序盤から登場している作中でも使用頻度の多い技。その形態は2つあり、地面を食い荒らすもの、やさしき神風を吹かせ、相手を切り刻むものに分かれる。前者はいわゆる簡略版で、敵に破られることが多い。後者は、壬生京四郎や村正が使った。心地よき風が吹き抜けた後、相手は絶命する。無明神風流「青龍」の流派の序の章。狂が村正より四大奥義を伝承されるまで、決め技として活躍した。
無明神風流殺人剣・蜃（しん）
自らの剣によって生じさせた熱エネルギーで空気の温度差を生じさせ、即席の蜃気楼を生み出すトリッキーな技。この業をかけられた相手は、体組織を破壊される。原作では対白鴉戦でのみ使用。みずちと同じく「青龍」の流派の序の章。
無明神風流奥義・朱雀
火の鳥を模した神風（かぜ）を放つ。強烈な剣圧で敵の動きを封じ、上空から渾身の力を込めた一撃必殺の刃を振り下ろす。たとえかわされても、相手の動きを止め、不死鳥のごとく蘇る絶対防御不能業。無明神風流四大奥義の一つ。原作では、狂が対ほたる戦、対鎭明戦、対辰怜戦、対幸村戦、対四方堂戦、対信長戦、対吹雪&ひしぎ戦、対京四郎戦にて使用。先代紅の王も対幸村戦、対狂戦で3匹使用、京四郎も対狂戦で使用。
無明神風流奥義・白虎
白き獣を模した神風を放つ。一撃目で発生したすさまじい剣風に引き寄せられ、強烈なカウンターとなる二発目で大ダメージを受ける。無明神風流四大奥義が一つ。狂が対辰怜戦、対四方堂戦、対信長戦、対京四郎戦（3匹）で、先代が対狂戦で3匹使用。
無明神風流奥義・玄武
先ず、蛇を模した神風を放ち、たとえそれが破られても、玄武の甲羅を模した神風で防ぐ、どんな業でも無に帰してしまう絶対防御技（ただし、後述のように例外あり）。天地の気をはらむ霊獣、玄武を具現化した奥義といえる。業が決まると、敵は蛇を模した神風に拘束され、動きを封じられてしまう。狂は対阿修羅（悪魔の眼に憑依された灯）戦にて使用、京四郎は対狂戦にて狂の「黄龍」を防ぐため使用（しかし防ぎきれなかった）、先代も狂の攻撃を防ぎ、同時に狂を拘束するのに使用した。
無明神風流奥義・青龍
16本の「みずち」の渦を作り出し、それが竜巻となって敵を宙へ舞い上がらせ、無防備なところに強烈な一撃を加える。狂は対吹雪戦にて使用、京四郎は対狂戦にて使用、先代は狂戦にて3匹使用。
無明神風流最終奥義・黄龍
信念の極みにて「朱雀」「白虎」「玄武」「青龍」4つの神風を同時に発動したときに起こすことが出来るもう一つの神風。その姿は四神の中央に座し、森羅万象全てを護り、破壊する力を持った最強の神龍。狂は対京四郎戦、先代戦（3匹）、先代も狂戦にて3匹の黄龍を発動。
妖刀村正
かつて一族を出奔した村正が作り出した、壬生一族を破る力を宿した4本の妖刀。この4本の刀は、「壬生一族最大の秘密」がが眠る部屋の「扉」を開く鍵としての役割も持つ。
天狼（てんろう）
鬼眼の狂が持っている五尺にもなる大太刀。四大妖刀の一つ。初代・紅の王が宿っている。猿飛佐助も最初は天狼に近い（村正曰く親戚みたいなもの）刀を持っていた。
紫微垣（しびえん）
当初は壬生京四郎が所持していたが、とある事情から手放し、現在は猿飛サスケが持っている刀。四大妖刀の一つ。刀身は血の吸い過ぎで真っ黒に染まっている。作中の時点では当初は村正の家で封印されていたが、後にサスケを主と認め、さらにその力を引き出し、雷を扱う能力を開花した。壬生京四郎が狂に体を返した際、紫微垣に眠る京四郎の記憶をそこにいたもの全員に見せた。
北落師門（ほくらくしもん）
紅虎の使用する槍。四大妖刀の一つ。徳川家の黒き血（信念）を持ってその力を使うことが出来る特異な村正。激戦の連続による負担で虎翼が壊れた際に家康から渡された。
北斗七星（ほくとしちせい）
時人が持っている刀。四大妖刀の一つ。斗魁（とかい）、斗柄（とひょう）という二振りの刀に分ける事も出来る。先代紅の王によって消滅させられた。
護りの小太刀（まもりのこだち）
村正が最後に遺した小太刀。村正の念がこもっており、小さいながらもその力は四大妖刀に勝るとも劣らない。村正から椎名ゆやに、ゆやから真田幸村へと託される。そして四方堂が寿里庵にメンテナンスを依頼する。時人の力により、禁断の扉を開く鍵となった。
あの御方 / 御方
物語序盤で度々登場した狂を狙う者の呼称。樹海編終盤にてその正体が明かされる。
壬生一族（みぶいちぞく）
紅の王（あかのおう）
壬生一族を統治する王。現在は当代の紅の王不在のため、先代の紅の王が統治を行っている。
陰陽殿（おんみょうでん）
太四老（たいしろう）
五曜星（ごようせい）
稀少種（きしょうしゅ）
「紅十字」の四守護士（レッド・クロス・ナイツ）
真の壬生一族が自らの血肉によって造り出した4人の侍。番号が若い順に真の壬生一族の血肉が多い。
戦闘人形の末裔である現・壬生一族の者達や場合によっては人間達を直接統制し、裏切り者や一族に歯向かう者には容赦なき粛清・制裁を下す、言うなれば監察官としての力と権限を与えられている。
壬生再臨計画（みぶさいりんけいかく）
壬生一族が秘密裏に進める、作中で度々登場する物語の鍵を握るプロジェクト。時人がアキラに敗れた後、四方堂の口から語られたのは、壬生一族に流行る死の病を治すための研究というものだった。しかしその真の目的は死の病を克服する事で、自分達もが真の壬生一族となる事にあった。
壬生一族最大の秘密
物語中盤から登場する謎の一つ。これを探り当てた事によって、望は鎭明の策によって謀殺された。
その秘密とは、現存する太四老以下「紅の王」と関わりのない全ての壬生一族は、太古の昔「真の壬生一族」が作り出した戦闘人形達の末裔、自分達が蔑んできた人間達以下の造られし命であった事。そして現在の壬生一族を統べる先代・紅の王も実は『「紅十字」の四守護士』（造られし命）であり、真の壬生一族は（ただ一人狂を除いて）死に絶えてしまった事。
狂の出生の秘密
狂が壬生の地で知ろうとしていたこと。
具体的ではないが先代・紅の王は、真の神の力（初代・紅の王）の力により刻を超えて現れた可能性を示唆した。

## 書誌情報

### 単行本
- 上条明峰 『SAMURAI DEEPER KYO』 講談社〈講談社コミックス〉、全38巻
  1. 1999年10月15日第1刷発行（10月13日発売[講 1]）、ISBN 4-06-312749-4
  2. 1999年11月17日第1刷発行（11月15日発売[講 2]）、ISBN 4-06-312778-8
  3. 2000年1月17日第1刷発行（1月14日発売[講 3]）、ISBN 4-06-312794-X
  4. 2000年4月14日第1刷発行（4月12日発売[講 4]）、ISBN 4-06-312830-X
  5. 2000年6月16日第1刷発行（6月14日発売[講 5]）、ISBN 4-06-312850-4
  6. 2000年8月10日第1刷発行（8月8日発売[講 6]）、ISBN 4-06-312870-9
  7. 2000年11月16日第1刷発行（11月14日発売[講 7]）、ISBN 4-06-312903-9
  8. 2001年1月17日第1刷発行（1月15日発売[講 8]）、ISBN 4-06-312926-8
  9. 2001年3月16日第1刷発行（3月13日発売[講 9]）、ISBN 4-06-312949-7
  10. 2001年5月17日第1刷発行（5月15日発売[講 10]）、ISBN 4-06-312970-5
  11. 2001年7月17日第1刷発行（7月13日発売[講 11]）、ISBN 4-06-312992-6
  12. 2001年10月17日第1刷発行（10月15日発売[講 12]）、ISBN 4-06-313031-2
  13. 2001年12月17日第1刷発行（同日発売[講 13]）、ISBN 4-06-313053-3
  14. 2002年2月15日第1刷発行（2月13日発売[講 14]）、ISBN 4-06-313074-6
  15. 2002年5月17日第1刷発行（5月15日発売[講 15]）、ISBN 4-06-363104-4
  16. 2002年7月17日第1刷発行（7月15日発売[講 16]）、ISBN 4-06-363123-0
  17. 2002年9月17日第1刷発行（9月13日発売[講 17]）、ISBN 4-06-363145-1
  18. 2002年11月15日第1刷発行（11月13日発売[講 18]）、ISBN 4-06-363166-4
  19. 2003年1月17日第1刷発行（1月15日発売[講 19]）、ISBN 4-06-363190-7
  20. 2003年3月17日第1刷発行（3月14日発売[講 20]）、ISBN 4-06-363213-X
  21. 2003年7月17日第1刷発行（7月15日発売[講 21]）、ISBN 4-06-363258-X
  22. 2003年8月12日第1刷発行（8月9日発売[講 22]）、ISBN 4-06-363271-7
  23. 2003年10月17日第1刷発行（同日発売[講 23]）、ISBN 4-06-363296-2
  24. 2003年12月17日第1刷発行（同日発売[講 24]）、ISBN 4-06-363317-9
  25. 2004年2月17日第1刷発行（同日発売[講 25]）、ISBN 4-06-363335-7
  26. 2004年4月16日第1刷発行（同日発売[講 26]）、ISBN 4-06-363357-8
  27. 2004年6月17日第1刷発行（同日発売[講 27]）、ISBN 4-06-363395-0
  28. 2004年9月17日第1刷発行（同日発売[講 28]）、ISBN 4-06-363424-8
  29. 2004年11月17日第1刷発行（同日発売[講 29]）、ISBN 4-06-363447-7
  30. 2005年1月17日第1刷発行（同日発売[講 30]）、ISBN 4-06-363472-8
  31. 2005年3月17日第1刷発行（同日発売[講 31]）、ISBN 4-06-363497-3
  32. 2005年6月17日第1刷発行（同日発売[講 32]）、ISBN 4-06-363536-8
  33. 2005年8月17日第1刷発行（8月11日発売[講 33]）、ISBN 4-06-363560-0
  34. 2005年10月17日第1刷発行（同日発売[講 34]）、ISBN 4-06-363583-X
  35. 2005年12月16日第1刷発行（同日発売[講 35]）、ISBN 4-06-363607-0
  36. 2006年2月16日第1刷発行（同日発売[講 36]）、ISBN 4-06-363627-5
  37. 2006年4月17日第1刷発行（同日発売[講 37]）、ISBN 4-06-363653-4
  38. 2006年7月14日第1刷発行（同日発売[講 38]）、ISBN 4-06-363689-5

### 文庫版
- 上条明峰 『SAMURAI DEEPER KYO』 講談社〈講談社漫画文庫〉、全18巻
  1. 2012年8月10日第1刷発行（同日発売[講 39]）、ISBN 978-4-06-370859-2
  2. 2012年8月10日第1刷発行（同日発売[講 40]）、ISBN 978-4-06-370860-8
  3. 2012年9月12日第1刷発行（同日発売[講 41]）、ISBN 978-4-06-370861-5
  4. 2012年9月12日第1刷発行（同日発売[講 42]）、ISBN 978-4-06-370862-2
  5. 2012年10月12日第1刷発行（同日発売[講 43]）、ISBN 978-4-06-370863-9
  6. 2012年11月9日第1刷発行（同日発売[講 44]）、ISBN 978-4-06-370864-6
  7. 2012年12月12日第1刷発行（同日発売[講 45]）、ISBN 978-4-06-370865-3
  8. 2013年1月11日第1刷発行（同日発売[講 46]）、ISBN 978-4-06-370866-0
  9. 2013年2月8日第1刷発行（同日発売[講 47]）、ISBN 978-4-06-370867-7
  10. 2013年3月12日第1刷発行（同日発売[講 48]）、ISBN 978-4-06-370868-4
  11. 2013年4月12日第1刷発行（同日発売[講 49]）、ISBN 978-4-06-370869-1
  12. 2013年5月10日第1刷発行（同日発売[講 50]）、ISBN 978-4-06-370870-7
  13. 2013年6月12日第1刷発行（同日発売[講 51]）、ISBN 978-4-06-370871-4
  14. 2013年7月12日第1刷発行（同日発売[講 52]）、ISBN 978-4-06-370872-1
  15. 2013年8月9日第1刷発行（同日発売[講 53]）、ISBN 978-4-06-370873-8
  16. 2013年9月12日第1刷発行（同日発売[講 54]）、ISBN 978-4-06-370874-5
  17. 2013年10月11日第1刷発行（同日発売[講 55]）、ISBN 978-4-06-370875-2
  18. 2013年11月12日第1刷発行（同日発売[講 56]）、ISBN 978-4-06-370876-9

### 関連書籍
- 『SAMURAI DEEPER KYO 影〜IN〜公式ファンブック』2003年7月17日第1刷発行（7月16日発売[講 57]）、ISBN 4-06-334754-0
- 『上条明美祢画集 SAMURAI DEEPER KYO 陽〜YOU』2003年8月12日第1刷発行（8月10日発売[講 58]）、ISBN 4-06-364520-7

## テレビアニメ
2002年7月から12月、テレビ東京系列（テレビせとうちを除く）にて放送。全26話。
原作コミックスの十七巻までをベースとしたオリジナルストーリーで展開され、設定、展開・結末、キャラクターの背景などが原作と大幅に異なる。舞台設定を明確に史実と異なるパラレルワールドとした一方で時代考証を重視し、原作よりも史実に基づいた設定が多い。
アニメ独自の背景として、関ヶ原の戦い時に巨大隕石が落下した影響で、剣妖という化け物が跋扈する世界になっている。十二神将をはじめ、ほとんどの敵は闘いの途中で剣妖化する。
原作で随所に見られたギャグ要素はほぼ存在しない。また、原作のように鮮血が飛び散ったり、体がバラバラになって死亡する描写や、お色気シーンは大幅にカットされている。
上記の他、原作と異なる要素が多数存在する。

### スタッフ
- 原作 - 上条明峰「SAMURAI DEEPER KYO」（講談社「週刊少年マガジン」連載）
- 企画 - 野内雅宏（講談社）※各々の所属社名（　　　）はノン・クレジット
- 監督 - 西村純二
- シリーズ構成 - 小山田風狂子
- キャラクターデザイン - ふかざわまなぶ
- クリーチャーデザイン - 篠原保
- 美術監督 - 小山俊久
- 色彩設計 - 松本真司
- 撮影監督 - 近藤慎与
- 編集 - 松村正宏
- 音響監督 - 岩浪美和
- 音楽 - 樹海区狂奏楽団
- 音楽制作 - スターチャイルドレコード
- 音楽協力 - テレビ東京ミュージック
- サウンドデザイン - 山田稔
- 録音 - 山本和利
- 音響制作 - ダックスインターナショナル
- 企画協力 - 堀川寿美（講談社）、菅原喜一郎（講談社）
- 番組担当 - 岩田牧子（テレビ東京）
- プロデューサー - 山田知博（スターチャイルドレコード）、浦崎宣光（スタジオディーン）
- アニメーション制作 - スタジオディーン
- 製作 - Project KYO
- 著作権表記 - ©上条明峰・講談社/Project KYO

### 主題歌
オープニングテーマ「青のレクイエム」
作詞 - 小竹正人 / 作曲・編曲 - PIPELINE PROJECT / 歌 - 坪倉唯子（スターチャイルドレコード）
エンディングテーマ「LOVE DEEPER」
作詞 - 小竹正人 / 作曲・編曲 - PIPELINE PROJECT / 歌 - 坪倉唯子（スターチャイルドレコード）

### 各話リスト
サブタイトルは必ずカタカナ語を使っているという特徴を持つ。
| 話数 | サブタイトル                       | 脚本         | 絵コンテ | 演出       | 作画監督                |
| ---- | ---------------------------------- | ------------ | -------- | ---------- | ----------------------- |
| 1    | アルマゲドンの行方                 | 十川誠志     | 西村純二 | 篠原俊哉   | ふかざわまなぶ          |
| 2    | 賞金首（デッド オア アライブ）の男 | 小山田風狂子 | 西村純二 | 古川政美   | 橋本英樹                |
| 3    | 紅きミラージュ                     | 小山田風狂子 | 西村純二 | 橋本昌和   | 友岡新平                |
| 4    | 忍び寄るナイトメア                 | 川崎ヒロユキ | 林有紀   | 林有紀     | 橋本英樹                |
| 5    | アサシンの涙                       | 川崎ヒロユキ | 西村純二 | 古川政美   | 津幡佳明                |
| 6    | ヒビヤ・ベイの決闘                 | 小山田風狂子 | 西村純二 | 高木茂樹   | 田中三郎                |
| 7    | 慶長バトルロイヤル                 | 小山田風狂子 | 山本秀世 | 橋本昌和   | 友岡新平                |
| 8    | デモンスピア哭く                   | 小山田風狂子 | 林有紀   | 林有紀     | 関崎高明                |
| 9    | 微笑のブラインド                   | 小山田風狂子 | 西村純二 | 西本由紀夫 | ふかざわまなぶ 津幡佳明 |
| 10   | 冷血のイリュージョン               | 中瀬理香     | 山本秀世 | 剛田隼人   | 田中三郎                |
| 11   | 漆黒のフラッシュ・バック           | 田中哲生     | 西村純二 | 橋本昌和   | 友岡新平                |
| 12   | ディープ・フォレストからきた少年   | 川崎ヒロユキ | 林有紀   | 林有紀     | 津幡佳明                |
| 13   | クロスする魂たち                   | 川崎ヒロユキ | 林有紀   | 高木茂樹   | 関崎高明                |
| 14   | サタン再び                         | 小山田風狂子 | 西村純二 | 剛田隼人   | 田中三郎                |
| 15   | 我が友 レッド<紅虎>タイガー        | 小山田風狂子 | 橋本昌和 | 橋本昌和   | 友岡新平                |
| 16   | 完璧なるビクトリー                 | 小山田風狂子 | 林有紀   | 林有紀     | 桜井正明                |
| 17   | 少女たちのシークレット・トーク     | 小山田風狂子 | 西村純二 | 西村純二   | ふかざわまなぶ          |
| 18   | ナースな悪魔                       | 中瀬理香     | 高木茂樹 | 高木茂樹   | 田中三郎                |
| 19   | サンダーボルト斬撃                 | 田中哲生     | 山本秀世 | 古川政美   | つばたよしあき          |
| 20   | アブソリュートゼロの彼方へ         | 小山田風狂子 | 西村純二 | 橋本昌和   | 友岡新平                |
| 21   | 地獄のミブ・キャッスル             | 荒川稔久     | 林有紀   | 林有紀     | 関崎高明                |
| 22   | 機械仕掛けのドールズ               | 荒川稔久     | 高木茂樹 | 高木茂樹   | 田中三郎                |
| 23   | 灼熱のエクスタシー                 | 田中哲生     | 山本秀世 | 古川政美   | つばたよしあき          |
| 24   | ラストムラマサ覚醒                 | 川崎ヒロユキ | 橋本昌和 | 橋本昌和   | 関崎高明                |
| 25   | タキオンを超える者                 | 小山田風狂子 | 林有紀   | 林有紀     | 友岡新平                |
| 26   | SAMURAIはバラードをうたう          | 小山田風狂子 | 西村純二 | 高木茂樹   | 橋本英樹 ふかざわまなぶ |

### 放送局
| 放送地域   | 放送局      | 放送期間                       | 放送日時         | 放送系列       |
| ---------- | ----------- | ------------------------------ | ---------------- | -------------- |
| 関東広域圏 | テレビ東京  | 2002年7月2日 - 12月24日        | 火曜 1:55 - 2:25 | テレビ東京系列 |
| 宮城県     | 東北放送    | 2002年10月3日 - 2003年3月27日  | 木曜 1:55 - 2:25 | TBS系列        |
| 愛知県     | テレビ愛知  |                                | 木曜 2:25 - 2:55 | テレビ東京系列 |
| 大阪府     | テレビ大阪  | 2002年10月8日 - 2003年4月1日   | 火曜 2:15 - 2:45 | テレビ東京系列 |
| 福岡県     | TVQ九州放送 | 2002年10月9日 - 2003年4月2日   | 水曜 2:45 - 3:15 | テレビ東京系列 |
| 日本全域   | AT-X        | 2002年10月19日 - 2003年4月12日 | 土曜 9:00 - 9:30 | CS放送         |

## 関連商品

### アニメ関連
- DVD 巻之一 - 巻之九
- OP/EDマキシシングル 『青のレクイエム / LOVE DEEPER』（歌：坪倉唯子）

#### 狂奏歌
テレビアニメ『SAMURAI DEEPER KYO』のキャラクターソングアルバム。2002年12月25日、スターチャイルドから発売された。主要キャラクターの持ち歌を収録している。
収録曲
1. arboreus mare [1:07]
作曲：D.R.Y、編曲：D.R.Y
インストゥルメンタル曲
2. PAX VOBISCUM －願わくは平安汝等とともに－ [4:06]
歌：ミゲイラ（緑川光）
作詞：李醒獅、作曲：D.R.Y、編曲：D.R.Y
3. 桜刻 [4:24]
歌：真田幸村（緒方恵美）
作詞：李醒獅、作曲：堀隆、編曲：堀隆
4. 生直肝要之事 [4:24]
歌：紅虎（関俊彦）
作詞：李醒獅、作曲：高橋ひろ、編曲：D.R.Y
5. 青薄 [4:34]
歌：椎名ゆや（堀江由衣）
作詞：李醒獅、作曲：イズミカワソラ、編曲：五島翔
堀江由衣コレクションアルバム『ほっ?』にも収録
6. こひころも [3:53]
歌：出雲阿国（かかずゆみ）
作詞：李醒獅、作曲：D.R.Y、編曲：D.R.Y
7. 孤乱 [5:15]
歌：狂（小西克幸）
作詞：李醒獅、作曲：D.R.Y、編曲：D.R.Y
シングル「孤乱/妖龍離水」収録
8. 葦牙 [5:28]
歌：アキラ（保志総一朗）
作詞：李醒獅、作曲：D.R.Y、編曲：D.R.Y
9. 絶想 [3:51]
歌：辰伶（関智一）
作詞：李醒獅、作曲：望月衛、編曲：五島翔
10. 妖龍離水 [4:48]
歌：真田幸村（緒方恵美）
作詞：李醒獅、作曲：Shifo、編曲：堀隆
シングル「孤乱/妖龍離水」収録
11. 独妙風 [5:18]
歌：ほたる（子安武人）
作詞：李醒獅、作曲：菊池達也、編曲：堀隆
12. 祈念 [6:26]
歌：壬生京四郎（小西克幸）
作詞：李醒獅、作曲：D.R.Y、編曲：D.R.Y

- オリジナルサウンドトラック 『狂騒曲』
- オリジナルサウンドトラック 『Capriccio』
- ドラマCD 『独眼竜、吼える』

### ドラマCD
- 独眼（ワン・アイド・ドラゴン）竜、吼える
  - アニメ版の最終話の後を描いたストーリー。
- 陰陽殿への扉編 第壱巻『悪魔の眼』
- 陰陽殿への扉編 第弐巻『氷炎の侍』
- 陰陽殿への扉編 第参巻『天翔麒麟』
- 陰陽殿への扉編 第四巻『朱雀対鶺鴒』
  - 原作の22巻から27巻のドラマCD化であり、アニメ版とのつながりはない。
- 番外編 〜侍学園2 炎の激闘・体育祭編!!〜（コミックス第24巻限定版）
- 番外編 〜侍学園3 燃えろ純情・修学旅行編!!〜（コミックス第31巻限定版）

### ゲーム
- PlayStation用ソフト（発売元：バンダイ / 開発元：ピックパック・エアリアル）[6] - 2D対戦型格闘ゲーム[7]。
- ゲームボーイアドバンス用ソフト（発売元：マーベラスエンターテイメント[8] / 開発元：ナツメ） - クォータービューアクションゲーム[9]。
- 講談社モバイルコンテンツ用アプリ（配信元：講談社 / 開発元：ナツメ）[10]